# Eunice armillata
Eunice armillata är en ringmaskart som först beskrevs av Treadwell 1922.  Eunice armillata ingår i släktet Eunice och familjen Eunicidae. Inga underarter finns listade i Catalogue of Life.